# Eysingahuis

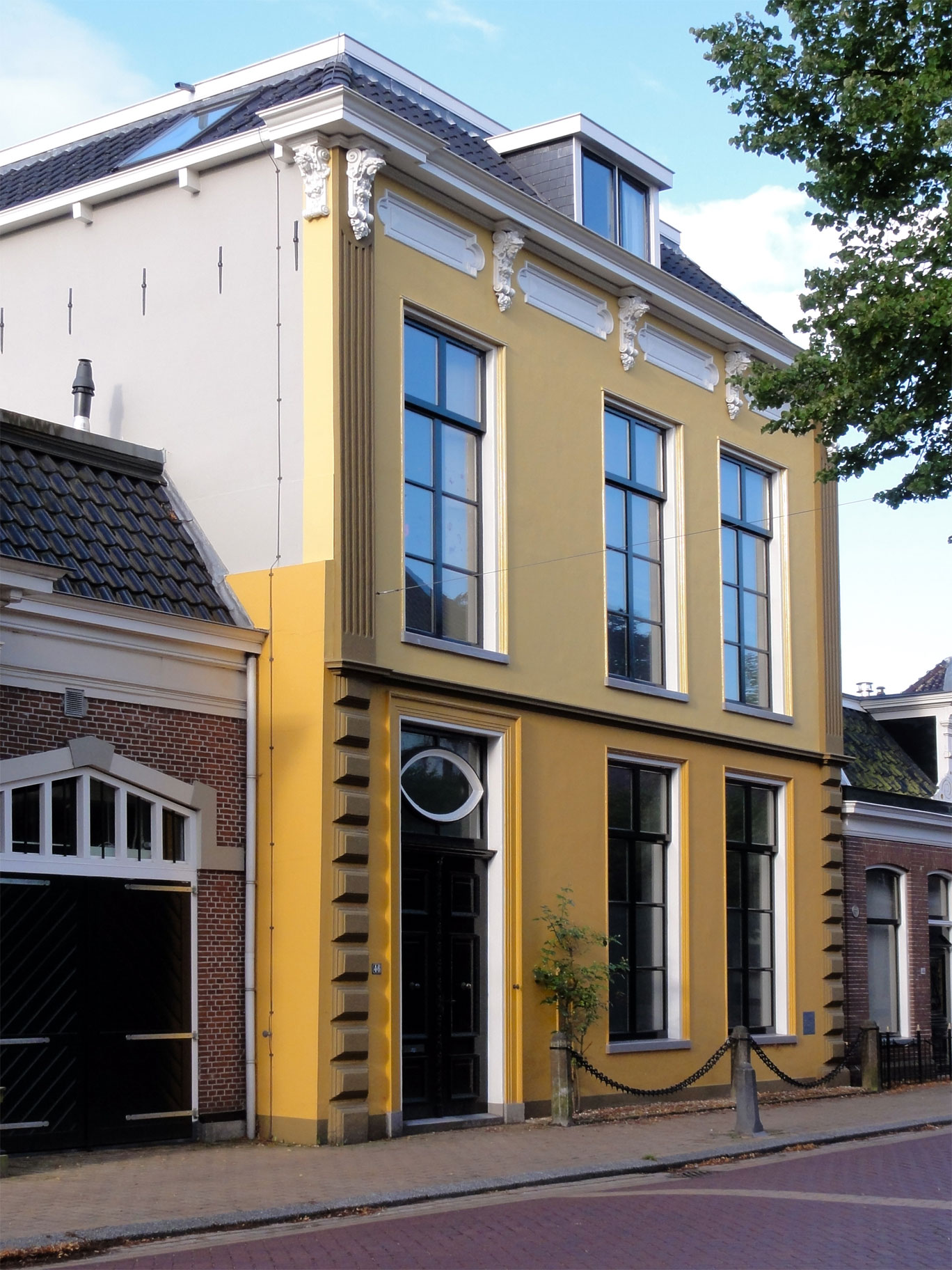
Das Eysingahuis an der Hoofdstraat in Beetsterzwaag

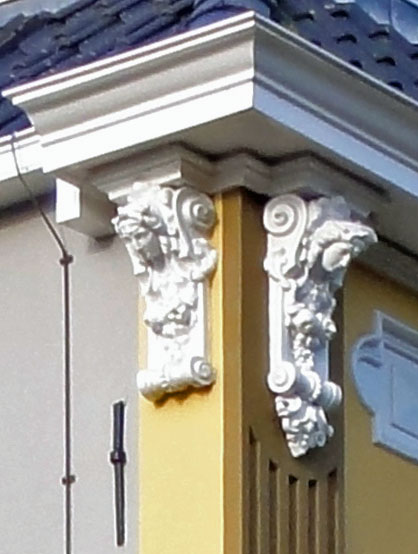
Zwei Konsolen mit Gesichtern

Das Eysingahuis (westfriesisch Eysingahûs) ist ein denkmalgeschütztes Gebäude aus dem 17. Jahrhundert in der Hoofdstraat 46 in der niederländischen Ortschaft Beetsterzwaag (Gemeinde Opsterland, Provinz Friesland). Der Name bezieht sich auf die Familie van Eysinga, denen das Gebäude im 18. Jahrhundert gehörte: zuerst Binnert Philip van Eysinga und seine Gattin Eritia Ena Barones van Lynden, dann deren Tochter Ypkjen Hillegonda van Eysinga, welche den Bürgermeister von Opsterland, Jan Anne Lycklama à Nijeholt, heiratete. Nächster Besitzer war deren Sohn Tinco Martinus Lycklama à Nijeholt, der das Haus 1870 vom Architekten K. J. Prakken im eklektizistischen Stil umbauen ließ. Später diente das Haus als Arztpraxis, Galerie und Polizeistation. Das Anwesen ist als Rijksmonument geschützt.